# Olympic Green Hockey Field
L'Olympic Green Hockey Field (cinese semplificato: 北京奥林匹克公园曲棍球场; cinese tradizionale: 北京奧林匹克公園曲棍球場; Hanyu Pinyin: Běijīng Àolínpǐkè Gōngyuán Qūgùnqiú Chǎng) è stato uno dei 9 luoghi temporanei ad essere utilizzati per le olimpiadi estive 2008. È stato utilizzato per le partite di hockey su prato. 
Si estendeva su una superficie di 11,87 ettari e poteva ospitare 17.000 tifosi. È stato smantellato dopo i Giochi.